# Підводні човни проєкту 945А «Кондор»
| Підводні човни проєкту 945А «Кондор» | Підводні човни проєкту 945А «Кондор»                                                 | Підводні човни проєкту 945А «Кондор»                                                 |
| ------------------------------------ | ------------------------------------------------------------------------------------ | ------------------------------------------------------------------------------------ |
|                                      |                                                                                      |                                                                                      |
|                                      |                                                                                      |                                                                                      |
|                                      |                                                                                      |                                                                                      |
| Під прапором                         | СРСР                                                                                 | СРСР                                                                                 |
| Спуск на воду                        | 1991-1993 рр (2 човни)                                                               | 1991-1993 рр (2 човни)                                                               |
| Проєкт                               |                                                                                      |                                                                                      |
| Тип ПЧ                               | Підводний човен атомний торпедний                                                    | Підводний човен атомний торпедний                                                    |
| Розробник проєкту                    | Лазурит                                                                              | Лазурит                                                                              |
| Головний конструктор                 | Кваша М. Й.                                                                          | Кваша М. Й.                                                                          |
| Класифікація НАТО                    | Sierra-II                                                                            | Sierra-II                                                                            |
| Основні характеристики               |                                                                                      |                                                                                      |
| Швидкість (надводна)                 | 19 вузлів (36 км/год)                                                                | 19 вузлів (36 км/год)                                                                |
| Швидкість (підводна)                 | 35 вузлів (66 км/год)                                                                | 35 вузлів (66 км/год)                                                                |
| Робоча глибина занурення             | 520 м                                                                                | 520 м                                                                                |
| Гранична глибина занурення           | 600 м                                                                                | 600 м                                                                                |
| Автономність плавання                | 100 діб                                                                              | 100 діб                                                                              |
| Екіпаж                               | 59 осіб (31 офіцер, 28 мічманів)                                                     | 59 осіб (31 офіцер, 28 мічманів)                                                     |
| Розміри                              |                                                                                      |                                                                                      |
| Довжина найбільша (по КВЛ)           | 110,5 м                                                                              | 110,5 м                                                                              |
| Ширина корпусу найб.                 | 12,2 м                                                                               | 12,2 м                                                                               |
| Середня осадка (по КВЛ)              | 8,8 м                                                                                | 8,8 м                                                                                |
| Водотоннажність надводна             | 6470 т                                                                               | 6470 т                                                                               |
| Озброєння                            |                                                                                      |                                                                                      |
| Торпедно- мінне озброєння            | Носові: 2 ТА калібру 650-мм (12 торпед), 4 ТА калібру 533-мм (28 торпед) або 42 міни | Носові: 2 ТА калібру 650-мм (12 торпед), 4 ТА калібру 533-мм (28 торпед) або 42 міни |
| ППО                                  | ПУ ПЗРК 9К310 «Ігла-1»/9К38 «Ігла»                                                   | ПУ ПЗРК 9К310 «Ігла-1»/9К38 «Ігла»                                                   |

Підводні човни проєкту 945А «Кондор» — серія атомних підводних човнів (ПЧАТ), що є продовженням проєкту 945 «Барракуда». У 90-ті роки було побудовано і передано флоту 2 човни цього проєкту. Призначення цього типу човнів — стеження за стратегічними підводними човнами і авіаносними групами ймовірного ворога та їх гарантоване знищення вже на початку конфлікту.

## Конструкція
Двокорпусна, міцний і легкий корпуси виготовлені з титанового сплаву.

### Корпус
Міцний корпус має циліндричну форму посередині і конічні закінчення. Складається з шести водонепроникних відсіків. На човні є спливаюча рятувальна капсула здатна вмістити весь екіпаж.

### Енергетичне обладнання
Головною енергетичною установкою є 1 водо-водяний реактор ОК-650Б потужністю 190 МВт, 1 турбозубчатий агрегат потужністю 43000 к.с, Реактор цього типу має 4 парогенератори, по два циркуляційних насоси для першого і четвертого контурів, три насоси третього контуру . На човні є 2 турбогенератори перемінного струму і два перетворювачі струму, 2 групи акумуляторних батарей, 2 дизель-генератори ДГ-300 по 750 к.с. с запасом палива на 10 діб, 1 головний гвинт, 2 двигуни малого хода по 370 кВт, два гвинти малого хода

### Радіоелектронне і гідроакустичне обладнання
Гідроакустичний комплекс МГК-503 «Скат». Завдяки зменшенню шумів човна і вдосконалення самого гідроакустичного комплексу дальність виявлення цілей зросла вдвічі.

## Озброєння
Човни озброєні двома 650-мм (торпеди 65-75) і чотирма 533-мм торпедними апаратами (торпеди СЕТ-72, ТЕСТ-71М, УСЕТ-80) з боєкомплектом у 40 торпед і ракет, котрі дозволяють вести стрільбу без обмежень по глибині. Є можливість використання ПЧРК «Водопад» і протичовнової ракети «Ветєр» ППО забезпечує ПУ ПЗРК 9К310 «Ігла-1»/9К38 «Ігла» (клас. NATO — SA-14 «Gremlin»/SA-16 «Gimlet») з 8 ракетами

## Інциденти
2001 рік, аварія в реакторному відсіку на човні Б-534 «Нижній Новгород». Ремонт човна закінчився у 2008 році

## Представники
| Назва                   | Заводський номер | Закладений     | Спущений на воду | Прийнятий флотом | Виведений з Флоту |
| ----------------------- | ---------------- | -------------- | ---------------- | ---------------- | ----------------- |
| Б-534 «Нижній Новгород» |                  | 5 лютого 1985  | 8 липня 1989     | 14 березня 1991  | ПФ                |
| Б-336 «Псков»           | 304              | 29 червня 1989 | 28 липня 1992    | 17 грудня 1993   | ПФ                |